# Слава (фильм, 2009)
«Слава» (англ. «Fame») — музыкальный фильм 2009 года, ремейк фильма Алана Паркера «Слава».

## Сюжет
Кинофильм «Слава» рассказывает о группе талантливых молодых людей — танцоров, певцов и актеров, прослеживая их жизнь на протяжении четырёх лет, в течение которых они проходят обучение в Нью-Йоркской школе искусств. В этом замечательном учебном заведении студенты разных специальностей имеют возможность осуществить свою мечту и обрести настоящую славу — в зависимости от собственного таланта, целеустремленности и усердия.

## В ролях
| Актёр                             | Роль                   | На русский язык роли дублировали |
| --------------------------------- | ---------------------- | -------------------------------- |
| Кей Панабэйкер                    | Дженни Гаррисон        | Мария Иващенко                   |
| Уолтер Перес (англ.)              | Виктор Таварес         | Александр Гаврилин               |
| Нэтари Наутон                     | Дениз Дюпре            | Полина Щербакова                 |
| Эшер Бук                          | Марко                  | Михаил Тихонов                   |
| Керингтон Пэйн                    | Элис Эллертон          | Наталья Грачева                  |
| Коллинз Пенни                     | Малик Вошбёрн          | Диомид Виноградов                |
| Кристи Флорес                     | Роси Мартинес          | Вероника Саркисова               |
| Пол МакГилл                       | Кевин Барретт          | Алексей Елистратов               |
| Биби Нойвирт                      | мисс Крафт             | Елена Соловьева                  |
| Пол Яконо                         | Нил Бачински           | Денис Яковлев                    |
| Чарльз С. Даттон                  | мистер Джеймс Дауд     | Владимир Герасимов               |
| Келси Грэммер                     | мистер Мартин Клэнстон | Дальвин Щербаков                 |
| Анна Мария Перес де Тагле (англ.) | Джой                   | Лина Иванова                     |
| Меган Маллалли                    | мисс Фрэн Роуэн        | Елена Войновская                 |
| Дэбби Аллен                       | мисс Анжела Симмс      |                                  |
| Коди Лонго (англ.)                | Энди Мэтьюс            | Илья Хвостиков                   |

## Слоганы
- «Dream it. Earn it. Live it.» (перевод: «Мечтай. Слушай. Живи.»)
- «Baby look at me» (перевод: «Детка взгляни на меня»)
- «I’m gonna live forever» (перевод: «Я буду жить вечно»)
- «I’m gonna learn how to fly» (перевод: «Я научусь летать»)
- «I feel it coming together»(перевод: «Я чувствую это всё ближе»)
- «Remember my name» (перевод: «Запомни моё имя»)

## Интересные факты
- Действие фильма происходит в реальной престижной Нью-Йоркской школе музыкального искусства и актерского мастерства. Сейчас она широко известна как Школа «Славы». Ранее в стенах школы обучались: Лайза Минелли, Эдриан Броуди, Дженифер Энистон, Аль Пачино и другие звезды.
- Режиссёр Кевин Танчароен — всемирно известный хореограф и режиссёр-постановщик, успевший поработать с Мадонной, Бритни Спирс, The Pussycat Dolls, Кристиной Агилерой, Дженнифер Лопес, Джессикой Симпсон, 'N Sync, Тайризом Гибсоном и Майклом Джексоном.
- Слоганы на плакатах отсылают к словам песни Irene Cara «Fame», звучавшей в одноименном фильме Алана Паркера 1980 года.

## Музыка

### Саундтрек
1. Raney Shockne — «Welcome to P.A.» (0:53)
2. Naturi Naughton — «Fame» (3:26)
3. Anjulie — «Big things» (2:52)
4. Asher Booke — «Ordinary people» (4:16)
5. Hopsin, Ak’Sent, Tynisha Keli, Donte «Burger» Winston — «This is my life» (3:23) (Музыкальная сцена в столовой)
6. Naturi Naughton — «Out here on my own» (3:23)
7. Raney Shockne feat. Stella Moon — «Street hustlin'» (1:24)
8. Santigold — «You’ll find a way» (Switch & Sinden remix) (3:13)
9. Naturi Naughton feat. Collins Pennie — «Can’t hide from love» (3:41)
10. Sam Sparro — «Black & Gold» (3:31) (Танец Элис с девушками)
11. Collins Pennie feat. Ashleigh Haney — «Back to back» (2:57)
12. Raney Shockne feat. Eddie Wakes — «I put a spell on you» (2:28)
13. Naturi Naughton feat. Collins Pennie — «Get on the floor» (3:48) (Выступление Малика и Дениз в клубе)
14. Asher Booke — «Try» (3:27)
15. Megan Mullally — «You took advantage of me» (3:16)
16. Rachael Sage — «Too many women» (Damon Elliott remix) (2:59)
17. Asher Booke — «Someone to watch over me» (3:21)
18. Raney Shockne feat. Oren Waters — «You made me love you» (2:57)
19. Naturi Naughton, Asher Booke and Kay Panabaker — «Hold your dream» (5:36) (Выпускной)

## Студии
- Производство: Metro-Goldwyn-Mayer, Lakeshore Entertainment и United Artists
- Спецэффекты: Proof
- Студия дубляжа: Пифагор
- Прокат: West (Россия) и MGM/UA (США)